# Рахимзода, Рамазон Хамро
Рахимзода Рамазон Хамро (тадж. Раҳимзода Рамазон Ҳамро: при рождении Рахимов Рамазон Хамроевич, тадж. Раҳимов Рамазон Ҳамроевич; 25 апреля 1960, Ховалингский район) — таджикский государственный деятель, генерал-полковник милиции, доктор юридических наук. Министр внутренних дел Республики Таджикистан (с 2012 года).

## Биография
Рамазан Рахимзода родился 25 апреля 1960 года. По национальности таджик. В 1982 году окончил инженерный факультет Таджикского сельскохозяйственного института, в 1995 году — Высшую школу милиции МВД Республики Таджикистан, в 2002 году — Академию МВД РФ .
- В 1982 году окончил Таджикский сельскохозяйственный институт, в 1995 году Ташкентскую высшую школу МВД. Специализация: зоотехник, юрист, кандидат юридических наук
- В 1983—2001 годах работал на различных должностях в ОВД МВД РТ.
- В 2001—2004 годах полномочный представитель Республики Таджикистан в Координационном бюро по борьбе с организованной преступностью и иными опасными преступлениями в государствах-участниках СНГ .
- 2004—2005 Первый заместитель директора Координационного бюро по борьбе с организованной преступностью и иными опасными преступлениями в государствах-участниках СНГ, г. Москва
- 2005—2007 Заместитель Министра внутренних дел РТ
- В 2007—2008 гг. — начальник Миграционной службы МВД РТ.
- 2008—2009 гг. Директор Департамента обороны и правовых вопросов Администрации Президента Республики Таджикистан
- 2009—2012 гг. Первый заместитель Министра внутренних дел Республики Таджикистан
- Указом Президента Республики Таджикистан от 5 января 2012 года назначен Министром внутренних дел Республики Таджикистан.

## Соединения
- Официальный сайт Президента Республики Таджикистан